# 于韦斯屈莱机场
于韦斯屈莱机场（芬蘭語：Jyväskylän lentoasema，IATA：JYV，ICAO：EFJY），位于芬兰于韦斯屈莱的蒂卡科斯基（Tikkakoski）。该机场主要为于韦斯屈莱和芬兰空军服务，距离于韦斯屈莱市区大约21千米。该机场还有一个非正式名称叫“蒂卡科斯基机场”，尤其常见于早期的航空文献上。
于韦斯屈莱机场建于1939年。2004年夏天曾对航站楼进行改造。2007年的旅客运输量达13.9万人次。机场现有定期航班由芬兰航空和芬兰通勤航空执行，另有芬兰航空和西班牙航空执行包机航班。芬兰航空的子公司Aero Airlines2007年10月26日起停止运营于韦斯屈莱-赫尔辛基航线。包机航班通达以下目的地：大加那利岛、土耳其、以色列、塞浦路斯、保加利亚、希腊、曼谷和普吉。货运航线由芬兰航空、Danzas ASG Eurocargo、TNT芬兰和DHL国际等运营。
芬兰空军总部以及芬兰空军学院（Ilmasotakoulu）均位于于韦斯屈莱机场附近。